# Sha Na Na
Sha Na Na (auch: Sha-Na-Na) ist eine Rock-’n’-Roll-Band aus New York, die auf bisweilen komödiantische Art Coverversionen von Musikstücken aus den 1950ern interpretiert. Insgesamt veröffentlichte Sha-Na-Na über 25 Musikalben.

## Geschichte
Die Band Sha-Na-Na formierte sich ursprünglich 1969 als A-cappella-Gruppe an der Columbia University in New York unter dem Namen The Kingsmen. Dort trugen sie zuerst ein breites Spektrum verschiedener Musikrichtungen vor, bis sie sich aufgrund der Popularität der Musik der 1950er entschieden, nur noch Klassiker jener Zeit unter dem Namen Sha Na Na zu spielen. Der Name stammt aus dem Lied Get A Job (1957) von den Silhouettes.

### Woodstock 1969
Mit ihrem Auftritt beim Woodstock-Festival wurden Sha Na Na einer breiten Öffentlichkeit bekannt und begannen, sich in der US-amerikanischen Rock-’n’-Roll-Landschaft zu etablieren. Sha Na Na war der einzige Interpret des Woodstock-Festivals ohne Plattenvertrag; sie spielten knapp 40 Minuten lang für 700 US-Dollar am letzten Tag des Festivals direkt vor dem Auftritt von Jimi Hendrix, der dafür gesorgt hatte, dass sie überhaupt noch auftreten durften. Für die Filmrechte bekamen sie zwar keinen Cent – was sich aber über ihre dann steigende Bekanntheit mehr als auszahlte.

### Kino und TV
Die Band hatte in den Folgejahren eine Fernsehshow, die insgesamt in 97 Folgen ausgestrahlt wurde. Diese Show bestand im Wesentlichen aus ihrer eigenen Musik und Sketchen mit anderen Prominenten und führte dazu, dass Sha Na Na in der US-amerikanischen Öffentlichkeit noch präsenter wurde.
In dem Film Grease hatte Sha Na Na einen Gastauftritt als Johnny Casino and the Gamblers und steuerte mehrere Lieder zu dem Original-Soundtrack bei. Der Soundtrack wurde für einen Grammy nominiert und erhielt achtmal Platin.
In der TV-Serie Ein Colt für alle Fälle spielt die Band in der Folge Falsches Gold (Staffel 5, Folge 15) mit. Erfolglos versuchen sie mit verschiedenen Songs im Hula-, Country- und Rockstil einen Manager von sich zu überzeugen. Erst gegen Ende der Episode nennt sich die Band Sha Na Na und feiert mit einem Cover des Songs Da Doo Ron Ron große Erfolge. Zwischenzeitlich helfen sie Colt Seavers, einen Kautionsflüchtling zu fangen.

## Diskografie

### Alben
| Jahr | Titel                           | Höchstplatzierung, Gesamtwochen, AuszeichnungChartsChartplatzierungen (Jahr, Titel, Platzierungen, Wochen, Auszeichnungen, Anmerkungen) | Anmerkungen |
| Jahr | Titel                           | US | Anmerkungen |
| ---- | ------------------------------- | --- | ----------- |
| 1969 | Rock & Roll Is Here To Stay!    | US183 (7 Wo.)US |             |
| 1971 | Sha Na Na                       | US122 (13 Wo.)US |             |
| 1972 | The Night Is Still Young        | US156 (14 Wo.)US |             |
| 1973 | The Golden Age of Rock ’n’ Roll | US38 Gold · (24 Wo.)US |             |
| 1973 | From The Streets Of New York    | US140 (11 Wo.)US |             |
| 1974 | Hot Sox                         | US165 (6 Wo.)US |             |

Weitere Alben
- 1972: Sea Cruise
- 1975: Sha Na Now
- 1978: Grease: The Original Soundtrack from the Motion Picture (Soundtrack)

### Singles
| Jahr | Titel Album                          | Höchstplatzierung, Gesamtwochen, AuszeichnungChartsChartplatzierungen (Jahr, Titel, Album, Platzierungen, Wochen, Auszeichnungen, Anmerkungen) | Anmerkungen |
| Jahr | Titel Album                          | US | Anmerkungen |
| ---- | ------------------------------------ | --- | ----------- |
| 1971 | Top Forty Sha Na Na                  | US84 (3 Wo.)US |             |
| 1975 | (Just Like) Romeo and Juliet Hot Sox | US55 (10 Wo.)US |             |

## Trivia
- Dr. Robert Leonard, heute Linguist und in der Forensik tätig, ist Gründungsmitglied der Band.